# Großes Nacktschwanzgürteltier
Das Große Nacktschwanzgürteltier (Cabassous tatouay) ist der größte Vertreter der Nacktschwanzgürteltiere und lebt im zentralen Teil Südamerikas. Es kommt dabei sowohl in trockenen offenen Landschaften als auch in feuchteren Wäldern vor. Die Gürteltierart ist weit verbreitet, lebt aber weitgehend in unterirdisch angelegten Bauen und ist nachtaktiv. Dadurch wird sie nur selten beobachtet. Viele Aspekte über die Lebensweise des Großen Nacktschwanzgürteltiers sind deshalb unbekannt. Laut IUCN ist es in seinem Bestand nicht gefährdet.

## Merkmale

### Habitus
Das Große Nacktschwanzgürteltier erreicht eine Kopf-Rumpf-Länge von 36 bis 49 cm (durchschnittlich 45,8 cm). Der lange und schmale Schwanz kann dabei 15 bis 20 cm lang werden. Das Gewicht variiert zwischen 3,4 und 6,4 kg, damit ist dies die größte Art der Nacktschwanzgürteltiere. Die Schnauze ist kurz und breit geformt, die Augen sind klein. Die weit auseinanderstehenden Ohren haben eine trichterartige Form und sind mit 4,4 cm ausgesprochen lang. Charakteristisch ist der dreieckig geformte Kopfschild, welcher aus rund 48 kleinen Knochenplättchen besteht. Der Rückenpanzer bedeckt den gesamten Körper bis zu den Gliedmaßen und ist insgesamt über die Krümmung gemessen 38 cm lang und 35 cm breit. Er teilt sich in einen festen Schulter- und Beckenteil, zwischen denen 12 bis 14 bewegliche Bänder liegen, die aus durchschnittlich 30 bis 31 aneinandergereihten Knochenplättchen bestehen. Sowohl Schulter- als auch Beckenpanzer besitzen ebenfalls mehrere Reihen von knöchernen Plättchen. Ersterer weist je Reihe 22 bis 29, letzterer 29 bis 8 derartiger Plättchen auf (jeweils von vorne nach hinten). Zusätzliche Knochenplättchen befinden sich am Nacken und sehr lose gestreut am Schwanz. Der Panzer insgesamt ist meist rötlich braun, selten schwarz gefärbt, durch häufige Sandbedeckung besitzt das Tier jedoch häufig einen gelblichen Farbton. Haare befinden sich nur an den Körperseiten, die aber durchaus lang sein können. Der Bauch ist grau gefärbt und meist haarlos. Die kurzen Gliedmaßen enden vorn und hinten in jeweils fünfstrahlige Füße, die krallenbewehrt sind. Die Krallen der Vorderfüße sind relativ lang, wobei die mittlere deutlich herausragt. Beim Laufen bewegt sich das Große Nacktschwanzgürteltier auf der vollständigen Sohle der Hinterfüße fort, während die Vorderfüße nur mit den Krallen aufsetzen. Die Länge des Hinterfußes beträgt durchschnittlich 8,2 cm.

### Skelettmerkmale
Der Schädel wird durchschnittlich 11 cm lang, an den Jochbeinen beträgt die Breite rund 5,6 cm, die Höhe liegt bei 4,2 cm. Das Rostrum ist kurz und breit, der Unterkiefer schlank und niedrig. Die Zähne entsprechen nicht den normalen Zahnbildungen der Säugetiere, so dass die Zahnformel deutlich abweicht. Je Kieferbogen kommen 9 molarenähnliche Zahnbildungen vor (insgesamt 36), die langschmal sind und Dimensionen von 2,8 bis 3,8 mm erreichen. Die gesamte Zahnreihe weist 3,4 bis 4,1 cm Länge im Ober- und 3,4 bis 3,8 cm im Unterkiefer auf. Markant ist der Bau der Unterarme: Die Ulna besitzt eine Länge von bis zu 6,8 cm, davon entfallen aber allein 3,8 cm auf das obere Gelenkende (Olecranon). Solche massiv ausgeprägten Gelenkenden am Unterarm sind typisch für Tiere mit überwiegend grabender Lebensweise.

### Sinnesleistungen und Lautäußerungen
Das Große Nacktschwanzgürteltier verfügt über einen sehr guten Geruchssinn. Einzige bekannte Lautäußerung ist ein schweineartiges Grunzen, das männliche Tiere von sich geben. Weibliche Tiere scheinen kaum Laute auszustoßen.

## Verbreitung und Lebensraum

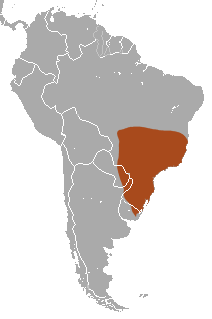
Verbreitungsgebiet

Das Verbreitungsgebiet umfasst das zentrale und südöstliche Brasilien, den Osten Paraguays und den Nordosten Argentiniens, wobei es auch im Norden Uruguays vorkommt. Berichte über die Art aus dem zentralen Teil von Argentinien erwiesen sich als Falschmeldungen. Das nördlichste Vorkommen liegt im brasilianischen Bundesstaat Mato Grosso, das südlichste im uruguayischen Department Maldonado. Das gesamte Verbreitungsgebiet wird mit etwa 2,3 Millionen Quadratkilometern angegeben, die genaue Größe ist aber nicht bekannt, da es in der Vergangenheit teils Verwechslungen mit anderen Arten der Nacktschwanzgürteltiere gab.
Das Große Nacktschwanzgürteltier bewohnt hauptsächlich tropische Tiefländer. Als Lebensraum nutzt es sowohl geschlossene Wälder, vorrangig Atlantische Regenwälder (Mata Atlântica), als auch die offenen Cerrado-Savannen und Graslandschaften der Pampa, es ist aber auch in den Feuchtgebieten des Pantanal beobachtet worden. Weitere Lebensräume umfassen Sekundärwälder und teilweise gemäßigt kultivierte Gebiete. In Argentinien ist die Gürteltierart häufiger in den Wäldern entlang des Río Paraná anzutreffen als in den Offenlandschaften Mesopotamias.

## Lebensweise

### Unterschlupf und Feindverhalten
Informationen zur Lebensweise des Großen Nacktschwanzgürteltiers sind eher spärlich. Das Tier ist einzelgängerisch und nachtaktiv, zudem lebt es weitgehend unterirdisch in selbst gegrabenen Höhlen. Diese sind im Durchschnitt 21 cm breit, 15 cm hoch und gut 45 cm tief und ragen schräg mit einer Neigung von knapp 48° in den Boden. Hauptsächlich werden die Baue in den weichen Boden eingegraben, wobei die lange Mittelkralle des Vorderfußes für das Brechen kleiner Wurzeln genutzt wird. Der Eingang der Baue liegt windabgewandt, in der Regel nutzt ein Tier den Unterschlupf maximal 24 Stunden lang, eine Wiedernutzung wurde bisher nicht beobachtet. Daneben werden auch verlassenen Termitenbaue als Verstecke genutzt. Die guten Grabfähigkeiten nutzt das Tier auch zur Gefahrenabwendung, in dem es sich rasch eingräbt, ein Prozess der nur wenige Sekunden in Anspruch nimmt. Allerdings ist auch ein fluchtartiges Wegrennen beobachtet worden, ebenso wie das Aufsuchen von Wasserstellen. Die bedeutendsten Fressfeinde sind große und größere Katzen, den wichtigsten Beutegreifer stellt der Puma dar, der mehr als 19 % seines Nahrungsbedarfes durch das Große Nacktschwanzgürteltier deckt. An nahezu ein Viertel aller untersuchten Kotstellen konnte so Reste der Gürteltierart nachgewiesen werden. Vom im gleichen Verbreitungsgebiet lebenden Ozelot ist dagegen nicht bekannt, dass er das Große Nacktschwanzgürteltier bejagt. Bei Angriffen durch große Raubtiere schützt der Rückenpanzer das Tier kaum.

### Ernährung und Fortpflanzung
Die Nahrungsgrundlage des Großen Nacktschwanzgürteltiers stellen Ameisen und Termiten dar. Dabei bricht es deren Baue mit den vorderen Krallen auf, die Nahrung kann aber auch direkt vom Boden oder aus kleinen Tunneln, die die Insekten als Wanderwege nutzen, aufgenommen werden. Zur Aufnahme der Nahrung ist eine lange Zunge behilflich, gelegentlich können dabei auch andere wirbellose Tiere oder Boden mit verschluckt werden. Zum Aufspüren der Nahrung dient der gute Geruchssinn. Über die Fortpflanzung des Großen Nacktschwanzgürteltiers ist wenig bekannt, außer dass in der Regel nur ein Jungtier geboren wird.

### Fressfeinde und Parasiten
Bisher selten wurde der Puma als Fressfeind des Großen Nacktschwanzgürteltieres beobachtet. Als äußerer Parasit konnten Schildzecken der Gattung Amblyomma nachgewiesen werden. Endoparasiten sind mit Fadenwürmern, so Aspidodera und Protozoen wie Toxoplasma gondii bekannt, ebenso wurde von Infektionen mit Leptospira-Bakterien berichtet.

## Systematik
Das Große Nacktschwanzgürteltier gehört zur Gattung der Nacktschwanzgürteltiere (Cabassous), zu der drei weitere Arten gezählt werden. Die Nacktschwanzgürteltiere sind Mitglieder der Gruppe der Gürteltiere (Dasypoda), wobei sie innerhalb dieser in die Familie der Chlamyphoridae und in die Unterfamilie der Tolypeutinae gestellt werden. Die nächsten verwandten Formen sind das Riesengürteltier (Priodontes) und die Kugelgürteltiere (Tolypeutes). Die Tolypeutinae bilden innerhalb der Chlamyphoridae das Schwestertaxon der Chlamyphorinae, die den Gürtelmull einschließen. Die Euphractinae, eine weitere Unterfamilie mit unter anderem den Borstengürteltieren (Chaetophractus) und dem Sechsbinden-Gürteltier (Euphractus), stehen in der Verwandtschaftsfolge etwas außerhalb. Die Tolypeutinae und die Chlamyphorinae trennten sich laut molekulargenetischen Untersuchungen bereits im Oligozän vor 33 Millionen Jahren, die Tolypeutinae unterlagen seit dem frühen Miozän einer stärkeren Diversifikation. Fossile Nachweise vom Großen Nacktschwanzgürteltier sind nicht bekannt.
Es werden keine Unterarten des Großen Nacktschwanzgürteltiers unterschieden, die Art ist somit monotypisch. Die wissenschaftliche Erstbeschreibung erfolgte 1804 durch Anselme Gaëtan Desmarest, allerdings hatte dieser kein Exemplar zur Verfügung, sondern er verwendete als Grundlage den Bericht Tatou Tatouay, den Félix de Azara 1801 im Buch Essais sur l’Histoire Naturelle des Quadrupèdes de la Province du Paraguay veröffentlicht hatte. Desmarest benutzte dabei die Bezeichnung Loricatus tatouay. Erstmals im Jahr 1957 verwendete dann Ángel Cabrera die heutige Bezeichnung Cabassous tatouay korrekt. Der Artname tatouay ist dabei eine phonetische Wiedergabe des lokalen Tupi- beziehungsweise Guaraní-Wortes tatu ai, welches das Große Nacktschwanzgürteltier in deren Sprachen bezeichnet.

## Bedrohung und Schutz
Von der indigenen Bevölkerung wird das Große Nacktschwanzgürteltier zum Teil als Nahrungsquelle genutzt, Untersuchungen von 1980 bis 1996 unter den Aché im Mbaracayú-Biosphärenreservat in Paraguay ergaben insgesamt 24 gefangene Individuen in diesem Zeitraum, was einer Fleischmasse von 130 kg beziehungsweise 0,8 % der konsumierten Biomasse entspricht. Größte Bedrohung ist die Umwandlung des Lebensraums in Agrarflächen, vor allem in der Cerrado-Region Brasiliens und in den küstennahen Wäldern, wodurch die Baue dieser unterirdisch lebenden Tierart zerstört werden, die eingesetzten Pestizide vergiften weiterhin aber auch die Nahrungsressourcen. Des Weiteren gehören Feuerrodungen zu den größeren Gefährdungen.
Insgesamt wird das Große Nacktschwanzgürteltier von der IUCN als „nicht gefährdet“ (least concern) geführt, durch die weite Verbreitung aber insgesamt geringe Besiedlungsdichte und die überwiegende unterirdische sowie nachtaktive Lebensweise wird die Tierart aber nur selten gesichtet, was in vielen Regionen zu Datenlücken über ihr Auftreten führt. Experten gehen von einem Rückgang der Population von rund 30 % seit etwa dem Jahr 2002 aus und plädieren für eine höhere Gefährdungseinstufung. Das Große Nacktschwanzgürteltier ist in mehreren Nationalparks heimisch, unter anderem im Emas-Nationalpark im Cerrado Brasiliens und im Iguazú-Nationalpark sowie im San Antonio-Nationalpark in Argentinien.